# National Youth Organisation
Die National Youth Organization (NYO) war eine marxistisch geprägte Jugendorganisation in Grenada. Sie gehörte zum New Jewel Movement.

## Geschichte
Die NJM stellte die oppositionelle Kraft auf Grenada dar, das Land wurde von der Grenada United Labor Party (Vereinigte Arbeitspartei von Grenada) unter Sir Eric Gairy angeführt. Gairy hatte das Land 1974 in die Unabhängigkeit geführt. Die politische Lage war durch Instabilität und Konflikte zwischen den Unterstützern beider Gruppen gekennzeichnet.
Während eines Aufenthaltes Gairys bei der UNO in New York, bei dem er über UFOs berichtete, übernahm die NJM am 13. März 1979 in einer beinahe gewaltfreien Revolution die Macht.
Vor der Revolution war die NYO eine Untergrundbewegung. Zu dieser Zeit hatte sie nur ca. 40 Mitglieder. 1974 vereinigte sich die NYO mit der Grenada Assembly of Youth unter Führung von Basil Gahagan. 1980 wurde die NYO dann zu einer offiziellen Organisation und Massen-Organisation, in der jeder, der die Partei des New Jewel Movement unterstützte, Mitglied werden konnte. Die Umgestaltung der NYO erfolgte zusammen mit den Frauen-, Arbeiter- und Kooperativen-Organisationen. Das Vorbild dafür war das kubanische Konzept des poder popular (Macht des Volkes), auf Grundlage der Ideen der Selbstorganisation der Arbeiter von C. L. R. James.
Die NYO war zusammen mit den anderen Massenorganisationen im National Advisory Committee, der Provisional Revolutionary Government (Vorläufigen Revolutionsregierung), vertreten.

## Mitgliedschaft
Ende 1981 hatte der Verband 7.000 Mitglieder. Bis 1983 sank die Mitgliederzahl kjedoch bereits wieder auf 4.000.
Die NYO war auf Jugendliche zwischen 14 und 22 Jahren ausgerichtet. Es gab daneben noch eine separate Organisation, Young Pioneers Movement, für jüngere Kinder.

## Ausrichtung
Die Organisation veröffentlichte ihre eigene Zeitschrift Fight. Bernard Bourne war Vorsitzender der NYO.
Die NYO spielte eine wichtige Rolle in der Alphabetisierungs-Kampagne des Centre for Popular Education. Rund 65 % der freiwilligen Lehrer kamen aus den Reihen der NYO. Die Organisation mobilisierte auch Jugendliche für freiwillige Arbeitsdienste.
NYO führte verschiedene Berufsbildungsprogramme durch wie Trainings für Menschenführung, Sport, Landwirtschaft, Erste Hilfe, Nähen, Handwerk und Forstwirtschaft. Viele dieser Fortbildungen wurden im Rahmen von Youth Camps angeboten. Außerdem veranstaltet die NYO Sportsveranstaltungen.